# Principato di Calenberg
Il Principato di Calenberg fu una divisione dinastica del Ducato di Brunswick-Lüneburg, appartenente al Sacro Romano Impero. Esso esistette come entità separata dal 1485 al 1705, quando venne unito per formare il Ducato di Lüneburg-Celle, chiamato poi ad essere parte del Regno di Hannover, pur mantenendo il proprio seggio al Reichstag.

## Territorio

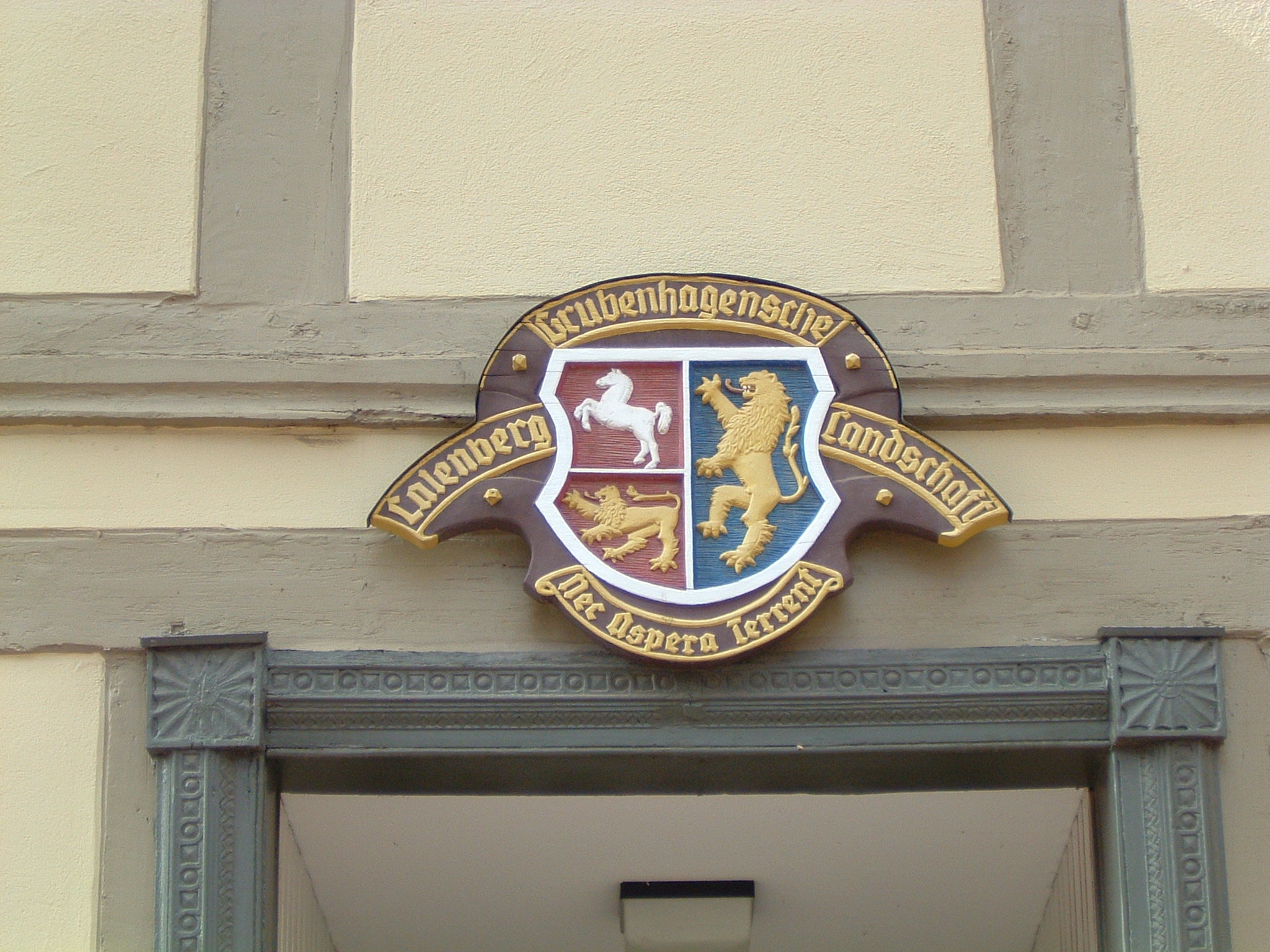
Stemma di Calenberg-Grubenhagen Landschaft su una casa a Gottinga

Quando Eric I scelse il Principato di Calenberg come parte della propria eredità nel 1495, egli descrisse quest'area come "la terra tra il fiume Leine e il Deister". Questa descrizione geografica, ad ogni modo, non fu mai totalmente corretta. Infatti il principato si estendeva a ovest del Leine da Schulenburg sino a Neustadt am Rübenberge a nord sino ai piedi del Deister. A sud-ovest il territorio si estendeva sino a Hameln e quindi al Weser, ben oltre il Deister.
La città di Hannover fu sempre molto indipendente dal dominio dei Guelfi, anche se non era formalmente una libera città imperiale. Fu solo con Giorgio di Brunswick-Lüneburg, che fu un celebre generale della Guerra dei Trent'anni che la città divenne residenza ufficiale, nel 1736 e come tale Hannover poté essere vista come parte del Principato di Calenberg.
Forte era anche il legame che dal 1463 esisteva con il Principato di Gottinga e come tale spesso i due venivano riuniti genericamente sotto il nome di Principati di Calenberg.
Attualmente, col nome di Calenberg, si intende la regione compresa tra Hannover e il Deister.

## Storia

### Origini e fondazione del castello di Calenberg

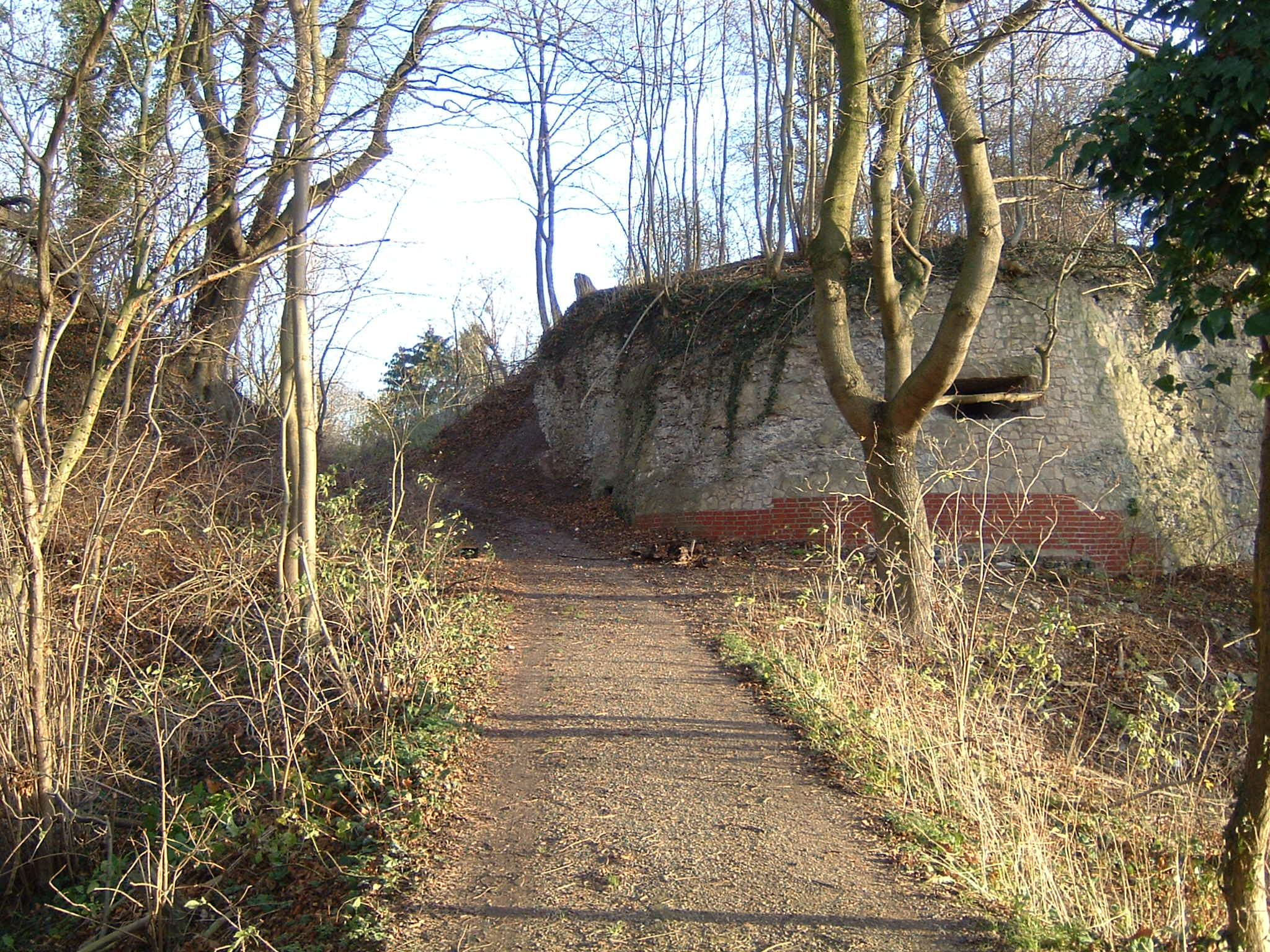
Le rovine del castello di Calenberg con la base della torre di vedetta all'ingresso principale

Originariamente il territorio apparteneva al Ducato di Sassonia ma nel 1180, dopo il banno imperiale che era stato imposto a Enrico il Leone, egli perse le sue terre ducali in Sassonia e Baviera. ad ogni modo nel 1235 suo nipote, Ottone il Bambino, venne promosso al rango di principe come risultato della riconciliazione tra gli Hohenstaufen e la casa dei Guelfi a cui Enrico il Leone stesso apparteneva ed il territorio di Calenberg venne concesso come bene allodiale al nuovo ducato indipendente di Brunswick-Lüneburg. Nella regione ad ovest di Hannover, i Guelfi avevano già numerosi beni allodiali e pertanto tale area venne disputata tra la loro casata ed i vescovati di Hildesheim e Minden. L'area venne retta a lungo da dinastie comitali come i conti di Wölpe a nord-ovest, ed i conti di Hallermund a sud-est oltre ai conti di Rhoden ad ovest e ad Hannover.
Nel 1292 il duca Ottone II di Lüneburg della linea di Lüneburg dei Guelfi, soggiogò la regione. Precedentemente egli aveva ottenuto in feudo dal vescovo di Hildesheim anche la città di Hannover. Ad ogni modo egli fondò in quest'occasione il Castello di Calenberg, posto in posizione strategica a 13 chilometri da Hildesheim, in contromossa di modo da ridurre il potere dei vescovi di quella sede sull'area di Hannover.
Amministrativamente l'area era inizialmente definita col nome di Vogtei di Lauenrode (dal nome del Castello di Lauenrode presso Hannover, luogo da cui i Guelfi governavano il territorio). Con l'estinzione della linea dei Guelfi di Lüneburg, scoppiò la Guerra di successione di Luneburgo (1371–88) durante la quale il Castello di Lauenrode venne distrutto dai cittadini di Hannover. Il Vogtei venne dunque spostato al Castello di Calenberg.

### La divisione dell'eredità dei Guelfi
I duchi della dinastia dei Guelfi non ereditavano le loro terre secondo la regola della primogenitura e come risultate, nel terdo medioevo, sussisteva una grande frammentazione di stati nei loro territori. Nel 1400 il Vogtei di Calenberg passò alla linea dei Guelfi di Wolfenbüttel. Nel 1408 e nel 1409 furono in grado di acquisire la Contea di Everstein e la Signoria di Homburg dopo l'estinzione delle rispettive famiglie regnanti. Questi possedimenti si aggiunsero al Vogtei di Calenberg. In un'altra divisione d'eredità della casata dei Guelfi nel 1432 - la nona secondo Gudrun Pischke - l'area venne suddivisa ulteriormente dai duchi di Brunswick, Guglielmo il Vecchio ed Enrico che avevano ereditato il governo congiunto di Wolfenbüttel. Mentre Enrico ricevette il territorio di Lüneburg, Guglielmo venne ricompensato con la nuova creazione del principato di Calenberg. La signoria però a quel tempo non aveva ancora nome e consisteva in una serie di diritti nell'area compresa tra il Principato di Luneburgo, il Deister e il fiume Leine, così come sulla Contea di Wölpe, sulla signoria di Hallermunt e sui domini di Homburg e Everstein.
Poiché i principi Guelfi portavano tutti il titolo di Duca di Brunswick e Luneburgo e i territori che governavano erano situati all'interno del Ducato di Brunswick-Lüneburg, i loro domini prendevano il nome dal castello o dalla città principale. Guglielmo trascorreva la maggior parte del tempo nel castello di Calenberg, da dove amministrava il territorio. Di conseguenza, è probabile che il nome del Principato di Calenberg sia emerso in questo periodo.

### L'unificazione con Gottinga
Guglielmo succedette al trono nel 1442 e nel 1463 prese possesso anche del Principato di Gottinga. L'unificazione con Calenberg sembrava ora più che possibile ma per distinguere le due terre, ora separate semplicemente da alcune colline ed altipiani della valle del Leine, Calenberg veniva solitamente indicato come Unterwald ("Bassa Foresta"), mentre Gottinga Oberwald ("Alta Foresta").
Nel 1473 Guglielmo ereditò anche il principato di Wolfenbüttel da suo fratello il quale non aveva figli, ma cedette la sovranità su Calenberg ai suoi figli Guglielmo il Giovane e Federico, conosciuto come "il Senza pace" o "il Turbolento".
Dopo la morte di Guglielmo I nel 1482 entrambi i suoi figli esercitarono la reggenza. In un accordo datato 1º agosto 1483, ad ogni modo, essi suddivisero i loro diritti (Mutschierung): il figlio minore Federico ottenne i diritti su Calenberg e Gottinga, e suo fratello Guglielmo II ottenne i diritti su Wolfenbüttel. Guglielmo depose poi suo fratello Federico nel 1484/85 dichiarandolo insano di mente, anche se le ragioni per questa deposizione sono ancora oggi dibattute dagli storici. Pertanto Guglielmo II riuscì per breve tempo a riunificare tutti i domini della casata. Alla morte di Federico nel 1495, Guglielmo decise di dividere lo stato nuovamente e lasciò il Principato di Brunswick-Wolfenbüttel al suo figlio primogenito Enrico.

### Eric I, Elisabetta ed Eric II

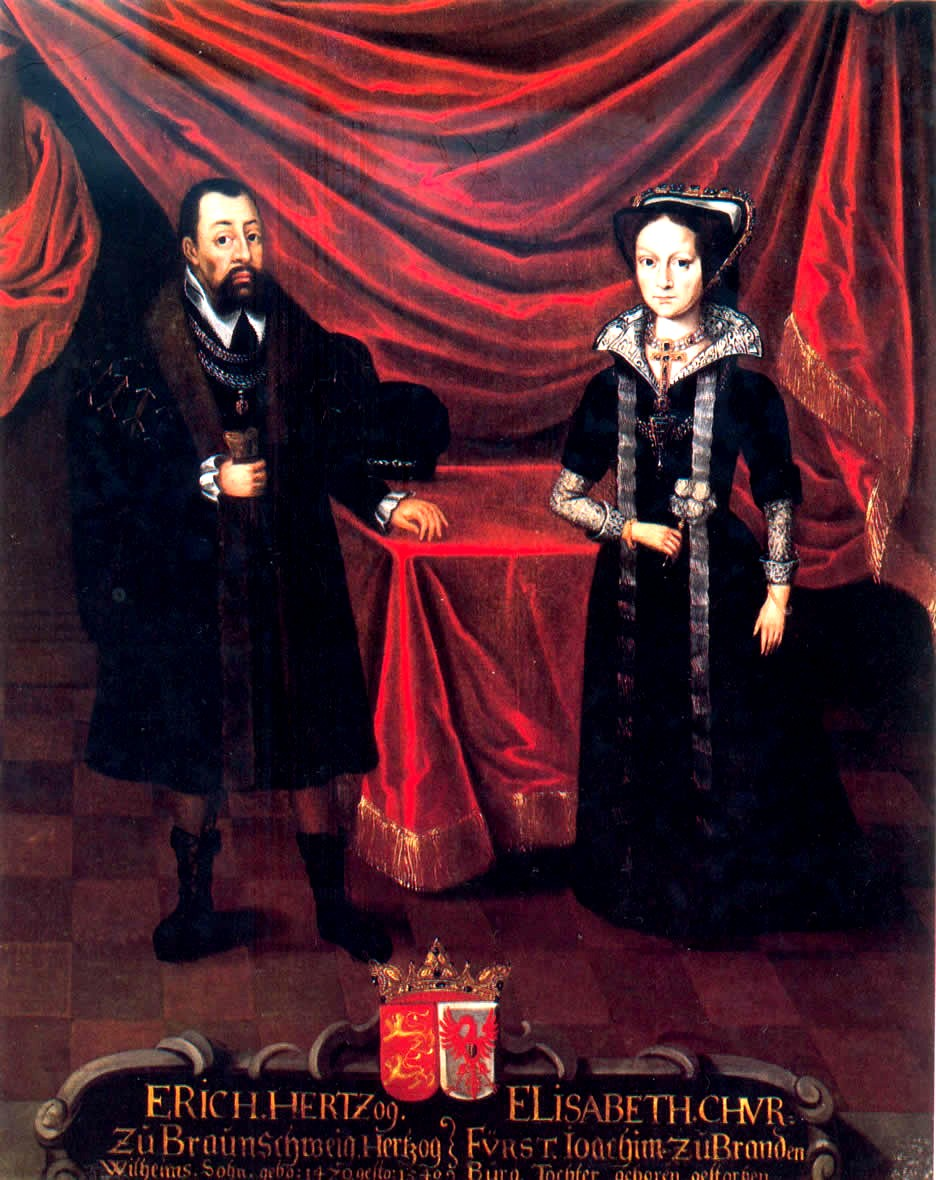
Eric I con la seconda moglie, Elisabetta c. 1530

Il figlio minore, Eric I ricevette Calenberg e Gottinga dando vita alla linea dei Guelfi di Calenberg, altrimenti detta Casa di Brunswick-Lüneburg. Nel nuovo territorio così formato, il nome di Calenberg venne restaurato ed utilizzato per indicare entrambe le parti dello stato. Per il periodo di governo di Eric I e di suo figlio Eric II, ad ogni modo il nome ufficiale del dominio fu quello di "Principato di Calenberg-Gottinga" dal momento che all'interno continuava a mantenere parlamenti separati e separati consigli. La cancelleria per l'Unterwald venne posta di sede a Neustadt on Rübenberge e quella per l'Oberwald a Münden, ove si trovava anche la Residenz ed il castello signorile.
Sotto Eric I, il Castello di Calenberg venne espanso e portato ad essere una potente fortezza. Nell'area venne costruito anche il castello di Erichsburg presso Dassel la cui costruzione iniziò nel 1527. Eric I venne sconfitto nel 1519 nella Battaglia di Soltau ma diplomaticamente fu in grado di vincere l'Imperatore Carlo V ed aggiungere gran parte del Vescovato di Hildesheim ai propri domini.
Eric era ostile alla religione protestante. La sua seconda moglie, Elisabetta di Brandeburgo (che aveva sposato nel 1525), ad ogni modo si convertì alla nuova dottrina nel 1535 e la diffuse a corte a Münden. Dopo la morte di Eric ella prese il governo per il figlio Eric II che ancora si trovava in minore età ed implementò ancora di più la diffusione della riforma nel principato nominando quale sovrintendente Antonius Corvinus. Eric II, ad ogni modo, si convertì al cattolicesimo nel 1547 anche se era stato cresciuto secondo il credo evangelico dalla madre, fatto che comunque non gli riuscì di scacciare il protestantesimo dalle sue terre in quanto il suo potere si dimostrò sempre perlopiù debole. Egli infatti fu per gran parte della sua vita mercenario all'estero e dipendente finanziariamente da altri. Nel 1574 fece costruire il Castello di Landestrost in stile rinascimentale italiano.
Nel 1582 quando si estinse la linea dei conti di Hoya, gran parte dei loro possedimenti passò al principato di Calenberg così come due anni più tardi, nel 1584 Calenberg acquisì la contea di Diepholz.

### La Guerra dei Trent'anni
Alla morte id Eric II nel 1584 il principato di Calenberg-Gottinga passò nuovamente alla linea dei Guelfi di Wolfenbüttel. Nella Guerra dei Trent'anni il fratello del duca Federico Ulrico, Cristiano, portò la guerra nello stato. Dopo che le truppe danesi guidate dal re Cristiano IV vennero sconfitte dal generale Johann Tserclaes, conte di Tilly della lega cattolica nella Battaglia di Lutter, Tilly occupò l'intero principato nel 1626 e solo le città di Brunswick e Hannover non poterono essere catturate.
Quando il duca Federico Ulrico morì senza eredi nel 1634, la linea di Wolfenbüttel si estinse con lui. Nel 1635 il duca Augusto il Vecchio della linea di Lüneburg ricevette quindi il principato di Calenberg-Gottinga. Dopo la sua morte nel 1636 suo fratello minore Giorgio divenne erede del principato. Egli si distinse come generale per parte svedese e nel 1637 riuscì a recuperare tutti i domini di famiglia. Egli inizialmente occupò Hildesheim, ma mosse la propria residenza ad Hannover ove aveva anche fatto costruire una fortezza. Dopo la sua morte nel 1641 venne conclusa una pace separata con l'Imperatore il quale riottenne come feudo imperiale l'Abbazia di Hildesheim. I figli di Giorgio, Cristiano Luigi, Giorgio Guglielmo, Giovanni Federico e Ernesto Augusto ressero il principato di Calenberg-Gottinga in successione.

### Il principato nell'Elettorato
Nel 1665 il principato di Grubenhagen, la cui linea si era estinta nel 1596, dopo lunghi dibattiti, venne assegnato alla dinastia di Calenberg. Il figlio minore di Giorgio, Ernesto Augusto, il quale governò lo stato a partire dal 1679, portò avanti una fruttuosa politica e nel 1689 riuscì ad ereditare anche il ducato di Sassonia-Lauenburg. Ernesto Augusto si schierò dalla parte dell'Imperatore ed introdusse il diritto di primogenitura. Nel 1692 per i suoi servizi all'Imperatore, venne ricompensato con la concessione del titolo di Principe Elettore. Nel 1705 la casata reggente divenne anche regnante sul regno di Gran Bretagna e come tale da allora l'elettorato entrò nell'orbita inglese.

## Principi di Calenberg
Eric I era il figlio minore di Guglielmo, che regnò sui territori di Wolfenbüttel e Gottinga nel Brunswick-Lüneburg. Nel 1491, egli cedette il governo di Wolfenbüttel a favore dei suoi figli, Enrico I ed Eric; nel 1494 essi divisero i territori tra di loro. La porzione più a est, la ottenne Eric, che divenne quindi il Principato di Calenberg.

### Casata di Calenberg
- Eric I 1494-1540
- Eric II 1540-1584

Alla morte di Eric II, Calenberg venne acquisita dai discendenti di Enrico I che governavano a Wolfenbüttel.

### Casata di Wolfenbüttel
- Giulio 1584-1589
- Enrico Giulio 1589-1613
- Federico Ulrico 1613-1634

Alla morte di Federico Ulrico, le sue terre vennero divise tra le case di Lüneburg e Dannenberg, per formare i ducati di Calenberg e Wolfenbüttel.

### Casata di Lüneburg
- Giorgio I di Lüneburg-Celle, 1634-1648
- Cristiano Luigi 1641-1648
- Giorgio II Guglielmo 1648-1665
- Giovanni Federico 1665-1679
- Ernesto Augusto 1679-1698, (designato come primo nuovo Principe-Elettore)
- Giorgio III Luigi 1698-1708, principe elettore di Brunswick-Lüneburg (dopo l'ufficializzazione del nuovo titolo da parte della Dieta Imperiale) 1708-1727, divenne Re d'Inghilterra nel 1714, col nome di Giorgio I.

Giorgio Luigi ereditò anche il Ducato Lüneburg-Celle dal proprio zio nel 1705. L'unione di Calenberg e Celle contenne anche tutti i territori del Brunswick-Lüneburg eccetto il Brunswick-Wolfenbüttel. Questo territorio divenne inizialmente l'Elettorato di Brunswick-Lüneburg sotto Ernesto Augusto che inoltre abbandonò le divisioni dei propri possedimenti sotto la vigenza della Legge Salica e adottò la linea di primogenitura col permesso dell'Imperatore. Quando la dignità venne confermata, divenne (popolarmente ma non ufficialmente) noto come Elettorato di Hannover, un territorio indivisibile trasmissibile per linea maschile in primogenitura.
Successivamente, sotto il governo di Giorgio III d'Inghilterra, a seguito delle guerre napoleoniche, l'Elettorato di Hannover fu trasformato nell'omonimo regno.

## Economia e società
Il Principato di Calenberg era inizialmente un piccolissimo territorio che successivamente seppe espandersi sul territorio circostante. Dal regno di Giorgio di Calenberg nel 1636, il principato ebbe 140 anni di governo continuo della medesima dinastia che vi prestò molta cura allo sviluppo interno, ed in particolare nei villaggi di Braunschweig, Hildesheim e Luneburgo. Vennero creati nuovi centri e nuove residenze a Wolfenbüttel e Celle, oltre che ovviamente alla città di Hannover che venne significativamente implementata.
Fu solo dopo l'elevazione dell'area ad Elettorato che il principato di Calenberg divenne il nucleo dell'attuale stato della Bassa Sassonia.
La vera industrializzazione dell'area giunse solo durante il periodo di occupazione francese. L'industriale Johann Egestorff (1772–1834), tra il 1803 ed il 1813 fu in grado di creare delle cave per l'estrazione della limonite sui Lindener Berg, ad ovest di Hannover. Suo figlio, Georg Egestorff, fondò una compagnia per la lavorazione del ferro. I villaggi di Calenberg e Linden divennero così centri industriali di rilievo nell'area.